# Günther Schumacher
Günther Schumacher (ur. 27 czerwca 1949 w Rostocku) – niemiecki kolarz torowy reprezentujący RFN, dwukrotny mistrz olimpijski oraz pięciokrotny medalista mistrzostw świata.

## Kariera
Günther Schumacher urodził się w Rostocku, jednak reprezentował RFN. Specjalizował się w wyścigu na 4 km na dochodzenie. Pierwszy sukces osiągnął w 1972 roku, kiedy wspólnie z Jürgenem Colombo, Günterem Haritzem, Udo Hempelem i Peterem Vonhofem zwyciężył w drużynowym wyścigu na dochodzenie podczas igrzysk olimpijskich w Monachium. W tej samej konkurencji reprezentanci RFN z Güntherem w składzie zwyciężyli również podczas mistrzostw świata w San Sebastián w 1973 roku, mistrzostw w Montrealu w 1974 roku oraz mistrzostw w Liège w 1975 roku. Na rozgrywanych w 1976 roku igrzyskach olimpijskich w Montrealu razem z Hansem Lutzem, Gregorem Braunem i Peterem Vonhofem powtórzył sukces z Monachium. Ostatnie medale zdobył podczas mistrzostw świata w San Cristóbal w 1977 roku. Razem z Vonhofem, Lutzem i Henrym Rinklinem zdobył srebro w drużynie, a indywidualnie zajął także drugie miejsce w wyścigu na 1 km, ulegając jedynie Lotharowi Thomsowi z NRD. Ponadto wielokrotnie zdobywał medale torowych mistrzostw kraju, w tym siedem złotych. W latach 1977–1984 startował w barwach grup zawodowych, zajmując między innymi drugie miejsce w kryterium w Hamburgu w 1979 roku i trzecie miejsce w Bielefeld w 1981 roku.

## Starty olimpijskie
Monachium 1972
- 4 km na dochodzenie: drużynowo - złoto

Montreal 1976
- 4 km na dochodzenie: drużynowo - złoto